# 高嫁
高嫁（英語：Hypergamy），又譯鳳凰女、上迁婚，是父權社會中常見的婚姻傳統，女方嫁給社會地位以及經濟能力較自己高的男性，有時還包括年齡男大於女、教育程度、文化程度男高於女等。

## 大陸
大陸在工業化后，特別是毛泽东提出妇女能顶半边天之後，在城市和較爲富裕的農村，女性自主擇偶情況越來越普遍。在部分地區，如上海市、重慶市、湖南省等省市，女性家庭地位甚至普遍超過男性。高嫁現象相對較少，但另一方面，剩女情況愈發嚴重。

## 港澳
港澳地區高嫁現象十分普遍。歷届香港小姐競選優勝者，普遍嫁入豪門。

## 台湾
現今臺灣社會中，超過八成的夫妻是「夫較妻年長」，而妻較年長者比例不及一成。另一方面，夫妻之教育程度差異情形，仍以夫之教育程度較高或與妻相當者為多數，各分占四成左右。但若按夫方年齡觀察，年紀愈輕者，夫較年長之比率愈低，夫妻同年及妻較年長之情形，則隨年齡之降低而增加；並且隨丈夫年齡下降，丈夫教育程度較高之情形漸減。由此可推論，傳統「婚姻斜坡」現象已不若以往，婚配觀念正逐漸改變。